# Ekaterina Sambueva
Ekaterina Baldanovna Sambueva (em russo:  Екатерина Балдановна Самбу́ева, transl. Yekaterina Baldanovna Sambúeva, Ulan-Ude, 5 de dezembro de 1949) é uma bailarina e coreógrafa soviética e russa. Ela foi condecorada Artista do Povo da RSFSR em 1988.

## Biografia
Ekaterina Sambueva nasceu em 5 de dezembro de 1949 em Ulan-Ude, na União Soviética. Em 1961 ingressou na Escola Coreográfica Buryat (professor Z. N. Tyzhebrova). Depois de se formar na faculdade, em 1967 estudou na turma de treinamento avançado da Escola Coreográfica de Leningrado (professor N. M. Dudinskaya). Em 1969, ela retornou a Ulan-Ude e se juntou à trupe de balé do Teatro de Ópera e Balé do Estado de Buryat. Ela dançou com sucesso em balés clássico, nacional e moderno. Ela frequentemente se apresentava em conjunto com Yuri Muruev e se apresentou em turnês no exterior. Entre seus papéis principais estão: Odette-Odile, Giselle, Paquita, Esmeralda, Kitri, Raymonda, Angara, Maria, Zarema, Princesa Shirin, Mehmene Banu, Gayane, Nune, Cleópatra, Frígia, Julieta, Eva, Candelos, Nurida, Amparo em “Miniaturas espanholas” e Lisa em “Precaução vã”. Ela desempenhou o papel de Annuir no filme “ Sannikov Land ”.
Em 1982, ela treinou no Teatro de Ópera e Ballet de Leningrado S. M. Kirov. Em 1989 ela se formou com louvor no departamento de correspondência do Instituto Russo de Artes Teatrais (GITIS). Lecionou na Escola Coreográfica de Ulan-Ude e foi sua diretora artística de 1994 a 1997. Em 1999, tornou-se diretora artística e professora-tutora da trupe de balé do Teatro Acadêmico de Ópera e Balé do Estado de Buryat. Durante sua gestão, o teatro apresentou as seguintes produções:
- “Arlequinada” de G. Donizetti,
- “Copélia” de L. Delibes,
- "Catedral de Notre Dame" C. Puni,
- “Ruslan e Lyudmila” por M. Glinka,
- “Lago dos Cisnes” de P. Tchaikovsky,
- “O pescoço de Anna” de V. Gavrilin,
- “Pinóquio” de V. Bocharov,
- “O Rei da Valsa” de J. Strauss,
- "Romeu e Julieta" de S. Prokofiev,
- “Carmina Burana” de C. Orff,
- “Francisca de Rímini” de P. Tchaikovsky,
- "Macbeth" de K. Molchanov,
- Balé "Yuki".

Em 2013, Ekaterina Sambueva tornou-se coreógrafa-chefe do Teatro Estatal de Ópera e Ballet da República de Komi.

### Filmografia
| Ano  | Em português        | Personagem        |
| ---- | ------------------- | ----------------- |
| 1972 | A Terra de Sannikov | Annuir, onkilonka |

## Prêmios
- Artista do Povo da RSFSR (1988)
- Artista Homenageado da RSFSR (1983)
- Artista do Povo da República Socialista Soviética Autônoma de Buryat (1979)
- Laureado com o Prêmio de Estado da República da Buriácia
- Laureado do XI Festival Mundial da Juventude e dos Estudantes em Havana (Cuba)
- Vencedor do diploma do Concurso All-Union de Jovens Bailarinos
- Certificados de honra do Presidente, Governo e Ministério da Cultura da República da Buriácia
- Medalha Agvan Dorzhiev (2010, Buriácia)[2]
- Medalha da Amizade (Vietnã)
- Distintivos honorários de Portugal e Mongólia